# Food for Worms
Food for Worms — третий студийный альбом британской постпанк-группы Shame, выпущенный 24 февраля 2023 года на лейбле Dead Oceans. Альбом был спродюсирован Марком «Флад» Эллисом и записан живьём в студии. Он получил положительные отзывы критиков и попал в чарты Великобритании и нескольких европейских стран.

## Отзывы
| Совокупная оценка | Совокупная оценка |
| Источник          | Оценка            |
| ----------------- | ----------------- |
| Metacritic        | 75/100            |
| Оценки критиков   |                   |
| Источник          | Оценка            |
| AllMusic          | [ 3 ]             |
| Clash             | 8/10              |
| DIY               | [ 5 ]             |
| The Independent   | [ 6 ]             |
| Mojo              | [ 7 ]             |
| NME               | [ 8 ]             |
| The Observer      | [ 9 ]             |
| Pitchfork         | 7.7/10            |
| Slant Magazine    | [ 10 ]            |
| Uncut             | 9/10              |

Альбом получил положительные отзывы от музыкальных критиков. На сайте Metacritic, который присваивает нормализованную оценку из 100 баллов отзывам критиков, альбом получил средний балл 75, основанный на 19 отзывах, что свидетельствует о «в целом благоприятном». Хизер Фарес из AllMusic написала, что «на своих предыдущих альбомах Shame всегда звучали решительно уверенными в себе. На „Food for Worms“ они достаточно уверены в себе, чтобы допустить больше возможностей и больше уязвимости в своей музыке». Она заключила, что «результаты немного сумбурны, но в своих лучших проявлениях альбом является захватывающим свидетельством творческой смелости». Зак Шонфельд из Pitchfork считает, что группа «подчёркивает мелодичность, ветхое пианино и размышления о дружбе» на альбоме, так как «их искренность в рукаве ещё больше отличает эту группу» от их пост-панк сверстников.
Эрика Кэмпбелл из NME назвала альбом «освежающим убежищем для тех, кто жаждет музыки, которая будоражит вас вживую и позволяет стать свидетелем эволюции звучания группы». Uncut заявил, что «едкое остроумие их первых двух альбомов слишком часто погребено под мрачным постпанковским блеском, по обе стороны от пары более примечательных моментов», а Mojo считает, что «такие треки, как громогласный „Six-Pack“ или „The Fall of Paul“, могут звенеть диссонансным шумом или срываться в буйство пулемётных ритмов, но это, как правило, не за счёт песен, которые могли бы быть исполнены фестивальной толпой».
Элвис Тирлвелл из DIY отметил, что альбом «наполнен высокооктановым сюрпризом», назвав его «звуком группы, выступающей на пике своих сил». Рецензируя альбом для The Independent, Меган Грей резюмировала, что «Shame уверенно принимают свои недостатки и смиряются с беспорядочным, прекрасным хаосом своих живых выступлений. Все это запечатлено на этой „кровавой“ пластинке». Джеймс Меллен из Clash отметил, что на Food for Worms группа «смягчила ангстовый пост-панк своих первых двух проектов», который, по его мнению, «показывает группу наиболее зрелой, наиболее вязкой, но при этом все ещё играющей с юношескими экспериментами, которые привели их на вершину славы».
Рецензия от Paste гласит: «Shame пытается скрыть тот неловкий факт, что для пост-панк группы они не самые лучшие в пост-панке. Но их вымытые рок-песни выдающиеся, они находят новую почву между меланхоличными тенденциями инди-рока и скрытым ангстом, который двигает песни вперёд». Джейми Уайлд из The Skinny считает, что «начальные номера альбома — самые захватывающие», а в целом он «кажется сплочённым и искренне честным, с уязвимостью принимая свои грубые края. Снова лидеры гитарной сцены? Несомненно». Алекс Брент, написавший для PopMatters, назвал альбом «хорошо продуманным и блестяще исполненным», который «демонстрирует, как группа привносит новые влияния и идеи, и все это с заразительным чувством энтузиазма и энергии».
Фред Гарретт из Slant Magazine высказал мнение, что «при всем том, что Shame тянут и тянут за собой музыкальную основу, больше всего в этом альбоме окупаются именно те моменты, которые ближе всего к знакомым», но считает, что «за исключением одной-двух композиций, ничто здесь не приносит такого удовлетворения, как предыдущие яркие работы Shame, которым удавалось быть одновременно цепляющими и странными. По большей части Food for Worms не удаётся быть ни тем, ни другим». Сэм Икхаут из The Line of Best Fit назвал альбом «скорее эволюцией, чем революцией, медленным и лёгким кивком в сторону прогресса вместо гигантского скачка, который зажёг бы массы». Фил Монгредиен из The Observer описал его как «небольшой шаг назад в правильном направлении, но временами они все ещё звучат несколько свинцово» на «своём более интроспективном материале».

## Список композиций
Слова и музыка всех песен — Shame.
| №                   | Название            | Длительность |
| ------------------- | ------------------- | ------------ |
| 1.                  | «Fingers of Steel»  | 4:21         |
| 2.                  | «Six-Pack»          | 3:51         |
| 3.                  | «Yankees»           | 4:36         |
| 4.                  | «Alibis»            | 2:30         |
| 5.                  | «Adderall»          | 4:25         |
| 6.                  | «Orchid»            | 4:55         |
| 7.                  | «The Fall of Paul»  | 3:43         |
| 8.                  | «Burning by Design» | 3:31         |
| 9.                  | «Different Person»  | 5:11         |
| 10.                 | «All the People»    | 5:54         |
| Общая длительность: | Общая длительность: | 42:57        |

## Позиции в чартах
| Чарт (2023)                                  | Высшая позиция |
| -------------------------------------------- | -------------- |
| Бельгия/Фландрия (Ultratop)                  | 54             |
| Бельгия/Валлония (Ultratop)                  | 167            |
| Германия (Offizielle Top 100)                | 36             |
| Шотландия (Scottish Albums Chart)            | 9              |
| Великобритания (UK Albums Chart)             | 21             |
| Великобритания (UK Independent Albums Chart) | 2              |